# Dolní Morava
Dolní Morava este o comună de pe cursul râului Morava. Are o populație de 286 de locuitori. Ea este situată la 7 km de Králíky la granița dintre regiunile Boemia și Moravia din Republica Cehă. Regiunea este vizitată de iubitorii sporturilor de iarnă.